# IPhone SE (1. Generation)
Das erste iPhone SE (Eigenschreibweise mit Kapitälchen; retrospektiv auch iPhone SE 2016 oder iPhone SE 1) ist das 13. Smartphone der iPhone-Reihe von Apple. Die erste Generation wurde am 21. März 2016 vorgestellt. Sowohl in den Abmessungen als auch im Aussehen des Gehäuses ähnelt es dem iPhone 5s. Die interne Hardware entspricht im Wesentlichen (bis auf 3D Touch und die Frontkamera) der des iPhone 6s. Apple erfüllte mit diesem Gerät den Wunsch nach einem 4-Zoll-Smartphone mit aktueller Technik. 
Der günstigere Preis macht das Gerät für Kunden in Schwellenländern interessant und für jene, die weniger Geld für ein Smartphone ausgeben. Das SE steht für Special Edition.
Nach der Vorstellung des iPhone XR und iPhone XS wurde der Verkauf des iPhone SE am 12. September 2018 nach zweieinhalb Jahren (gemeinsam mit iPhone 6s, 6s Plus und iPhone X) eingestellt.
Am 15. April 2020 stellte Apple die 2. Generation des iPhone SE vor. Es weist dasselbe Design und denselben Formfaktor auf wie das iPhone 8. Verglichen mit diesem bietet es diverse Neuerungen wie eine Porträt-Kamera und den A13-Bionic-SoC.

## Design
Das Design des iPhone SE ist nahezu gleich mit dem des 2013 erschienenen iPhone 5s. Die einzigen sichtbaren Unterschiede sind die abgeschrägten Kanten, die im SE matt sind und das Apple-Logo auf der Rückseite, das im iPhone SE je nach Gerätefarbe leicht anders aussieht. Außerdem sind die Gehäusefarben etwas heller als beim iPhone 5s. Das Gerät war in den Farben Space Grau, Silber, Gold und Roségold erhältlich.

## Technik

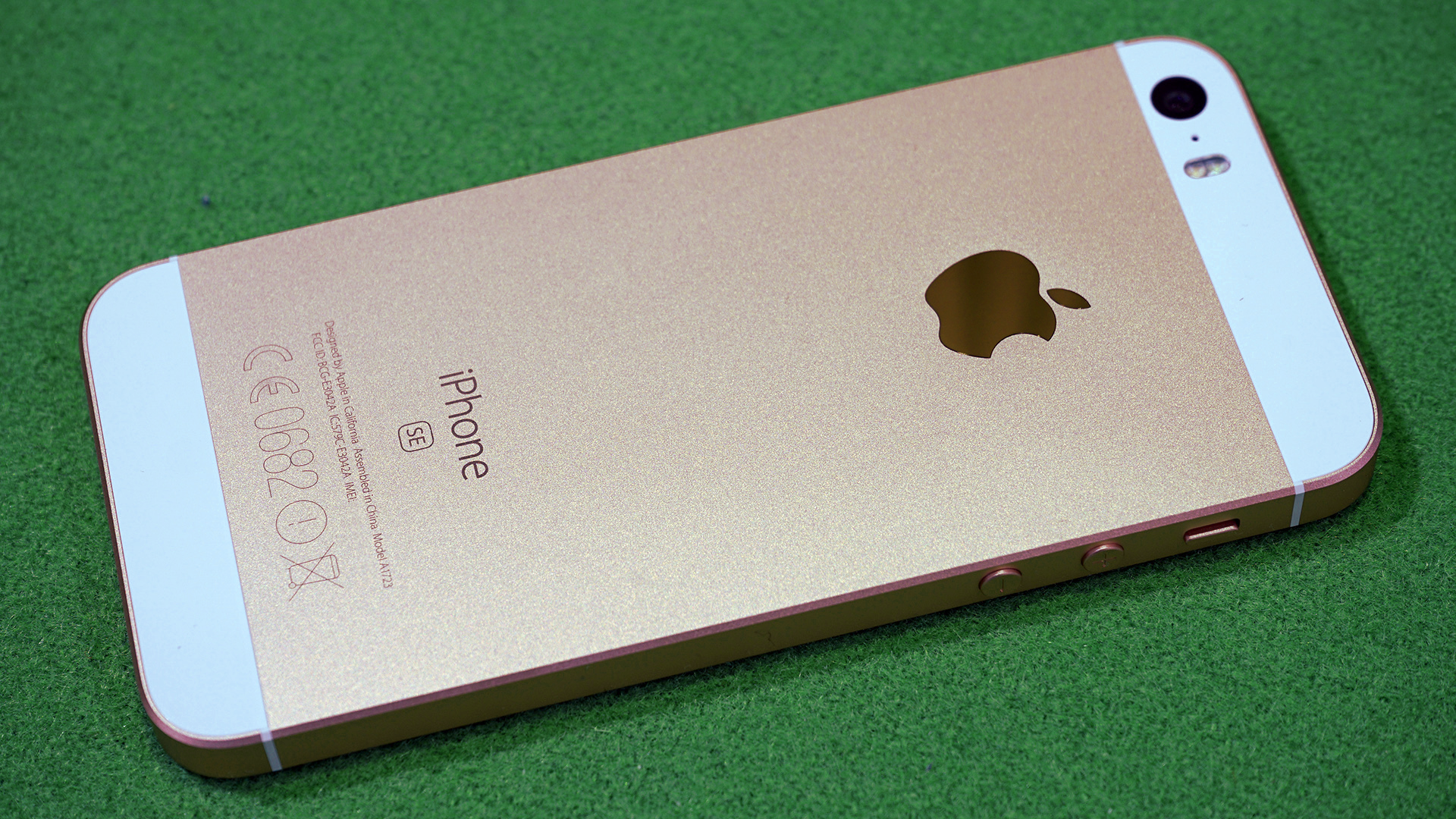
Rückseite des iPhone SE

Das iPhone SE beherbergt, wie bereits das iPhone 6s, das hauseigene Apple-A9-System-on-a-Chip (SoC) sowie den M9-Koprozessor. Hinzu kommen 2 Gigabyte RAM (statt 1 GB wie beim iPhone 5s). Das Retina-Display mit einer Bildschirmdiagonale von 10,16 cm (4 Zoll) kommt auf eine Punktdichte von 326 Pixel pro Zoll (ppi), wie auch das des iPhone 5s.
Das SE hat eine Kamera mit 12 Megapixeln. Die Frontkamera hat eine Auflösung von 1,2 Megapixeln. Es ist möglich, 4K- und Slow-Motion-Videos sowie Live-Photos zu erstellen. Einen optischen Zoom und eine Bildstabilisierungsfunktion gibt es hingegen nicht. Das Gerät unterstützt wie alle iPhones seit dem iPhone 6 Near Field Communication (NFC). Die aus dem iPhone 6s bekannte Funktion „3D Touch“, bei der über unterschiedlich starkes Drücken auf den Bildschirm verschiedene Funktionen ausgelöst werden können, wird nicht unterstützt.
Das 2016 eingeführte iPhone SE war wahlweise mit 16 oder 64 GB Speicher erhältlich, diese Varianten wurden ab März 2017 durch die Modelle mit 32 oder 128 GB ersetzt. Der Preis für das iPhone SE begann bei der Einführung in Deutschland bei 489 Euro, in Österreich gab es das Gerät ab 479 Euro, in der Schweiz ab 479 Franken und in den USA ab 399 US-Dollar (16-GB-Variante).
Am 12. September 2017 wurde der Preis auf 409 Euro für die 32-GB-Variante und 519 Euro für die 128-GB-Version gesenkt.
Auf dem Gerät war zum Verkaufsstart iOS 9.3 installiert. Die Installation der 2021 freigegebenen Version iOS 15 wird unterstützt, iOS 16 jedoch nicht mehr. Aktuell ist die Version 15.8.4.

## Fingerabdrucksensor
Im iPhone SE verwendete Apple nicht die damals neueste Variante seines Touch-ID-Fingerabdrucksensors wie im iPhone 6s, sondern den etwas langsameren aus dem iPhone 6 und 5s. Er kann genutzt werden, um das Gerät zu entsperren oder Käufe im App Store und über Apple Pay zu autorisieren.

## WLAN und Mobilfunk
Beim iPhone SE sind per LTE Übertragungsraten von bis zu 150 Mbit/s möglich, mit dem WLAN-802.11ac-Modul bis zu 433 Mbit/s.

## Verfügbarkeit
Das iPhone SE war in vielen Ländern Europas sowie den USA ab dem 24. März 2016 vorbestellbar und wurde ab dem 31. März ausgeliefert. Seit Mai 2016 war das iPhone SE in mehr als 100 Ländern verfügbar. Zu Beginn wurde es mit 16 oder 64 GB Speicher verkauft, in Deutschland für Preise von 489 beziehungsweise 589 €.
Mit der Einführung des iPhone 7 am 7. September 2016 wurden die Preise um 10 und 50 € für 16 und 64 GB gesenkt.
Am 21. März 2017 wurden die Speicherkapazitäten verdoppelt. Das 32 GB-Modell kostete 479 €, das mit 128 GB war für 589 € erhältlich.
Zur Veröffentlichung des iPhone 8 und iPhone X am 12. September 2017 wurden die Preise um jeweils 70 € gesenkt.
Mit der Einführung des iPhone XS und iPhone XR am 12. September 2018 war das iPhone SE nicht mehr bei Apple erhältlich.
| Speicher | 24. März 2016 | 7. September 2016 | 21. März 2017 | 12. September 2017 |
| -------- | ------------- | ----------------- | ------------- | ------------------ |
| 16 GB    | 489 € (614 €) | 479 € (602 €)     | —             | —                  |
| 32 GB    | —             | —                 | 479 € (593 €) | 409 € (506 €)      |
| 64 GB    | 589 € (740 €) | 539 € (677 €)     | —             | —                  |
| 128 GB   | —             | —                 | 589 € (729 €) | 519 € (642 €)      |